# Burkhard Weisser
Burkhard Weisser (* 1960 in Berlin) ist ein deutscher Sportmediziner.

## Laufbahn
Weisser, der ein Stipendium der Deutschen Studienstiftung erhielt, studierte von 1979 bis 1986 Medizin an der Universität Bonn, in den Jahren 1984 und 1985 bestritt er Studienaufenthalte in Boston, Chicago und San Francisco (jeweils Vereinigte Staaten). 1986 legte er sein Staatsexamen ab und war ab diesem Jahr als Assistenzarzt an der Universitätsklinik Bonn tätig. 1987 beendete er in Bonn seine Promotion.
Von 1990 bis 1993 war Weisser als Postdoktorand am Universitätsspital Zürich beschäftigt, ehe er nach Bonn zurückkehrte und bis 1996 abermals als Assistenzarzt an der Universitätsklinik arbeitete. 1994 schloss er seine Facharztausbildung im Bereich Innere Medizin ab. Zwischen 1996 und 2004 war Weisser Oberarzt an der Medizinischen Klinik und Poliklinik des Universitätsklinikums Bonn. Während dieser Zeit schloss er 1998 seine Facharztausbildung in der Sportmedizin und 2004 im Bereich Hypertensiologie ab.
2004 trat Weisser an der Christian-Albrechts-Universität zu Kiel eine Professorenstelle für Sportmedizin und Trainingslehre an. Er übernahm den Vorsitz des Sportärztebundes Schleswig-Holstein, die Leitung der sportmedizinischen Untersuchungsstelle des Olympiastützpunktes Hamburg/Schleswig-Holstein sowie das Amt des Verbandsarztes des Deutschen Segler-Verbandes.
Zudem wurde er Anti-Doping-Beauftragter des Deutschen Segler-Verbandes sowie ab 2007 des Landessportverbandes Schleswig-Holstein.
2013 wurde Weisser Vorstandsmitglied der Deutschen Hochdruckliga.
Zu seinen Forschungsschwerpunkten zählen sportmedizinische Aspekte des Alterssports sowie des Herzsports, Blutdruck bei körperlicher Belastung und sportmedizinische Aspekte von Sport und körperlicher Aktivität in der Höhe.